# Tore Segelcke

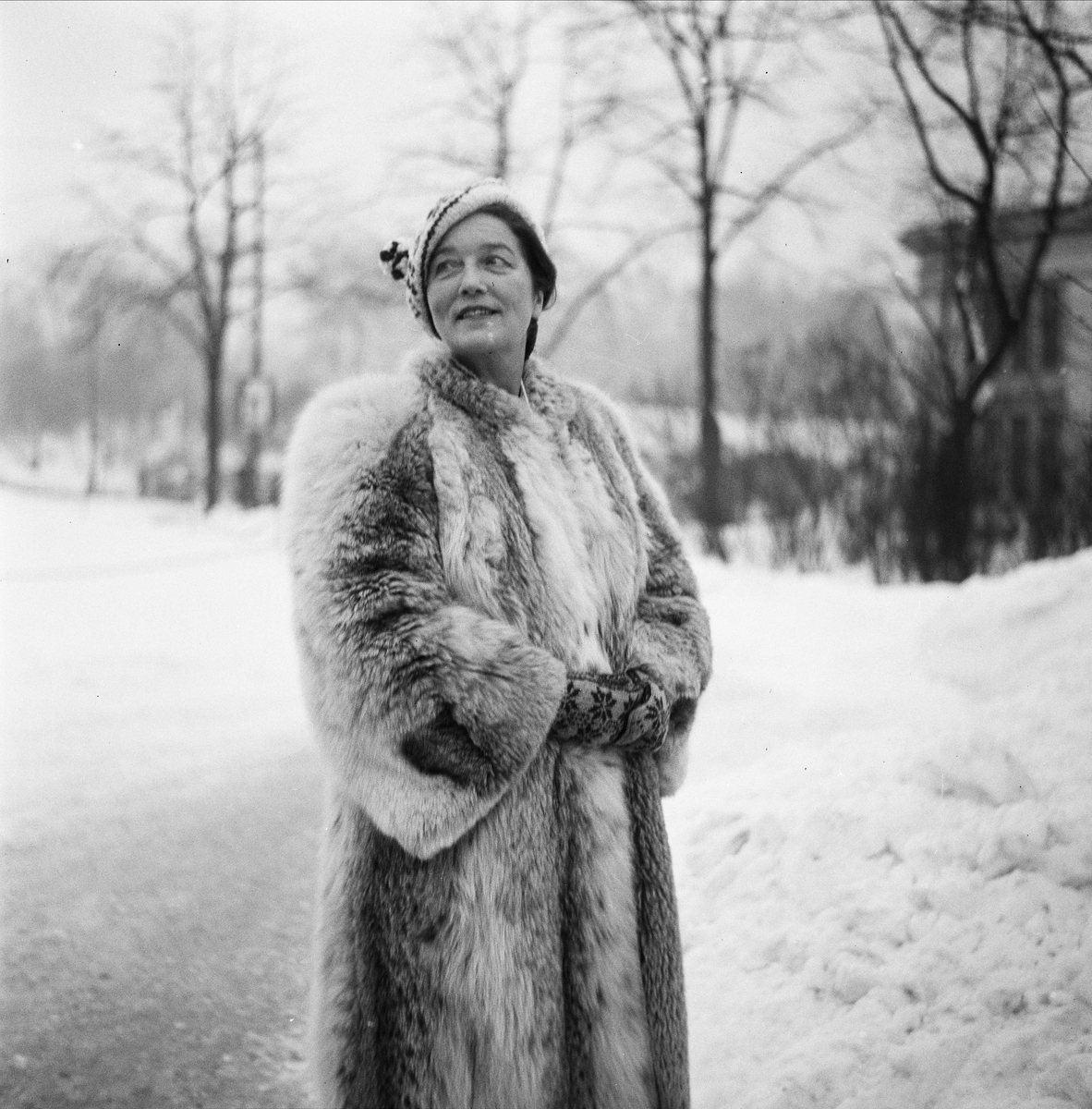
Tore Segelcke, 1959.

Tore Dyveke Segelcke, född Løkkeberg den 23 april 1901 i Fredrikstad, död den 22 september 1979 i Oslo, var en norsk skådespelare, främst känd för sitt arbete på teatern, där rollen som Nora i Henrik Ibsens Ett dockhem var hennes främsta.

## Karriär
Segelcke debuterade 1921 på en turné med Det Norske Teatret, där hon var anställd till 1924. Samma år fick hon sitt konstnärliga genombrott på Det Frie Teater som Stella i Fernand Crommelyncks Han som ville bli bedragen, och hon blev snart knuten till Den Nationale Scene där hon visade sin begåvning bland annat i Shakespeare-rollerna Ofelia i Hamlet och Desdemona i Othello. År 1928 kom hon till Nationaltheatret, och hon spelade 1933–1935 på Det Nye Teater, där hennes Abbie i Eugene O'Neills Blodet ropar under almarna blev norsk teaterhistoria.
I en mansålder var hon en av Nationaltheatrets ledande krafter inom den klassiska och moderna dramatiken. Hon var tongivande i roller som kretsade kring kvinnofrigörelseproblematiken, från Gunnar Heibergs tante Ulrikke till Helge Krogs Sonja i Konkylien och Vibeke i Oppbrudd. Nora i Ibsens Et dukkehjem var hennes stora roll i denna typen av dramatik: med denna roll gästspelade hon över hela Norden, i Paris och Wien, USA och Mexiko.
I Bjørnstjerne Bjørnsons dramatik var hon både mäktig och gripande som Klara Sang och Maria Stuart. Hos Ibsen spelade hon de unga flickrollerna, Solveig, Selma, Agnes och Hilde, men senare också Ellida Wangel, Ella Rentheim och Gina Ekdal. Hon firade stora triumfer i titelrollen i Hans Wiers-Jenssens Anne Pedersdotter, som Julie i Heibergs Balkongen och som Josie i O'Neills En måne för de olycksfödda. Hon är också ihågkommen för de många modersrollerna hon tolkade: Medea, mor Aase i Peer Gynt, Brands mor, titelrollen i Bertolt Brechts Modern och framför allt fru Alving i Ibsens Gengangere.
Hon gav 1959 ut memoarerna Med luft under vingene.

## Familj
Segelcke var gift två gånger, första gången med skådespelaren Lasse Segelcke (1927-1942) och andra gången med läkaren Anton Raabe (1945-). Hon var syster till teaterchefen Georg Løkkeberg.

## Filmroller
- 1922 – Farende folk
- 1931 – Det stora barndopet
- 1934 – Syndare i sommarsol
- 1969 – Faderen
- 1976 – Ansikte mot ansikte
- 1977 – Øyeblikket